# Seznam indijskih igralcev
Seznam indijskih igralcev.

## A
- Aamir Khan
- Abhishek Bachchan
- Aftab Shivdasani
- Amrish Puri
- Amitabh Bachchan
- Amjad Khan
- Ajay Devgan
- Akshay Khanna
- Akshay Kumar
- Amol Palekar
- Anil Kapoor
- Annu Kapoor
- Aman Verma
- Anupam Kher
- Arshad Warsi
- Ashok Kumar
- Asin

## B
- Balraj Sahni
- Kabir Bedi
- Biswajit
- Bobby Deol

## C
- Priyanka Chopra

## D
- Dev Anand
- Dharmendra
- Dino Morea

## F
- Fardeen Khan
- Feroze Khan

## G
- Gemini Ganesan
- Vivek Gomber
- Govinda
- Guru Dutt

## H
- Kamal Haasan

## J
- Jackie Shroff
- Jeetendra
- John Abraham
- Johnny Walker
- Jimmy Shergill

## K
- Nimrat Kaur
- Irrfan Khan
- Kadar Khan
- Saif Ali Khan
- Salman Khan
- Shahid Kapoor
- Sanjay Kapoor
- Sanjay Khan
- Dilip Kumar
- Sanjeev Kumar
- Shahrukh Khan
- Shakti Kapoor
- Shammi Kapoor
- Shashi Kapoor

## M
- Madhavan
- Mammootty
- Manoj Bajpai
- Manoj Kumar
- Mehmood
- Mithun Chakraborty
- Mohanlal

## N
- Nandamuri Taraka Rama Rao
- Naseeruddin Shah
- Navin Nischol
- Neeraj Vora

## O
- Om Prakash
- Om Puri

## P
- Pankaj Kapur
- Pran (Pran Krishan Sikand) (1920–2013)
- Prem Nazir

## R
- Raaj Kumar
- Raiza Wilson
- Rajinikanth
- Raj Babbar
- Raj Kapoor
- Rajendra Kumar
- Raaj Kumar
- Rajeev Kapoor
- Rajesh Khanna
- Dr. Rajkumar
- Rakesh Roshan
- Randhir Kapoor
- Rishi Kapoor
- Roshan Seth
- Hrithik Roshan

## S
- Sanjay Dutt
- Chandrachur Singh
- Shatrughan Sinha
- Sivaji Ganesan
- Denzil Leonard Smith
- Sunil Dutt
- Sunil Shetty
- Sunny Deol
- Suresh Gopi

## T
- Tusshar Kapoor

## U
- Utpal Dutt
- Uttam Kumar

## V
- Vinod Khanna
- Vinod Mehra
- Vivek Oberoi